# Jorge de Grecia
Jorge, príncipe de Grecia y Dinamarca (Kérkyra, 24 de junio de 1869 - Saint Cloud, 25 de noviembre de 1957), conocido comúnmente como el tío Goggy, fue un miembro de la familia real griega que llegó a ser Alto Comisionado de Creta durante el período de transición de la soberanía otomana a su unión con Grecia.

## Familia
El príncipe Jorge era el segundo hijo del rey Jorge I de Grecia (1845-1913) y de la reina Olga (Olga Konstantínova Románova) (1851-1926). 
Por línea paterna es nieto del rey Cristián IX de Dinamarca (1818-1906) “el abuelo de Europa” y por línea materna es bisnieto del zar Nicolás I de Rusia (1796-1855).
El 21 de noviembre de 1907 contrajo matrimonio civil, en París, con María Bonaparte, princesa Napoleón (1882-1962), hija de Rolando Bonaparte (1858-1924) y de su esposa Marie-Félix Blanc (1859-1882). La princesa Marie era descendiente de Luciano Bonaparte (1775-1840), hermano de Napoleón I. El 12 de diciembre de 1907 se celebró la ceremonia religiosa en Atenas.
Jorge y María fueron padres de dos hijos:
- Pedro, príncipe de Grecia y Dinamarca (1908-1980), casado con Irina Aleksandrovna Ovtchinnikova (1900-1990), divorciada de origen ruso. Este matrimonio, considerado morganático, apartó al príncipe Pedro de sus derechos dinásticos. El matrimonio no tuvo desdendencia. El príncipe Pedro fue antropólogo.

- Eugenia, princesa de Grecia y Dinamarca (1910-1988). Eugenia contrajo, en 1938 matrimonio con el príncipe Dominico Raniero Radziwiłł (1911-1976) del que se divorció en 1948. Un año más tarde contrajo segundas nupcias con Raimundo, príncipe della Torre e Tasso, y duque de Castel Duino (1907-1986) - de la rama italiana de los príncipes de Thurn y Taxis - de quien se divorció en 1965. Tuvo dos hijos de su primer matrimonio y otro del segundo. Su hija, la princesa Tatiana Radziwill, es la mejor amiga de la reina Sofía de España, de quien es además prima segunda.

## Infancia y juventud
El príncipe Jorge pasó su infancia en Grecia, junto a sus padres y sus 3 
hermanos, entre el palacio real de la Plaza Sintagma y el de Tatoi, al norte de Atenas y a los pies del Monte Parnaso. Tal y como estaba previsto en la constitución griega en vigor, los hijos del rey de los helenos son educados en el seno de la religión ortodoxa griega. 
La educación de Jorge y sus hermanos se llevó a cabo dentro del propio palacio real a cargo de tres preceptores extranjeros: prusiano, francés e inglés. La lengua de aprendizaje era el inglés, que hablaban los hermanos entre ellos y con sus padres. Por otro lado el rey Jorge I inculcó en sus hijos el uso del griego moderno, que sería utilizado por todos ellos a lo largo de sus vidas. Los pequeños príncipes también aprenderían francés y danés. 
En opinión de sus preceptores Jorge no era un alumno espabilado y en 1883 el rey Jorge I decide enviarlo a Dinamarca para que continúe su formación junto a la familia real danesa e ingrese en su marina real. El cambio de aires le sentó bien a un príncipe Jorge de sólo 14 años, que llegó a ser uno de los primeros de su clase. 
El joven príncipe es acogido en casa de sus tíos Valdemar de Dinamarca (1858-1939) y su esposa María de Orleáns (1865-1909). El encuentro entre Valdemar y Jorge supuso el inicio de una relación amorosa a la que sólo pondría fin la muerte de Valdemar. 
En 1891 el zarévich Nicolás de Rusia, futuro Nicolás II (1868-1918) inicia un viaje por Extremo Oriente. Jorge, en esos momentos teniente de navío de la marina rusa, recibe el encargo de su tío el zar Alejandro III (1847-1894) para que acompañe a su primo hermano en tan largo periplo. La expedición transcurría plácida y felizmente hasta su llegada a Japón. El 11 se mayo de 1891, Tsuda Sanzo, un policía japonés encargado de la seguridad del zarevitch, llevó a cabo un intento de atentado contra Nicolás asestándole dos golpes de sable en la cabeza. Por fortuna, los reflejos y el coraje del príncipe Jorge salvaron la vida de su primo.

## El príncipe Jorge y los Juegos Olímpicos
En 1896 Jorge y dos de sus hermanos, el diádoco Constantino – príncipe heredero – y el príncipe Nicolás se implicaron activamente en la organización de los I Juegos Olímpicos modernos. Como experto marino que era, el príncipe Jorge fue el presidente de los subcomités para los deportes náuticos y, durante el desarrollo de las pruebas, fue el presidente de los árbitros. Su impresionante estatura, su formación atlética y la pertenencia a la familia real confirieron más peso a las decisiones arbitrales.
Los I Juegos Olímpicos modernos supusieron un éxito para Grecia y contribuyeron al nacimiento y desarrollo del orgullo nacional griego. Durante la victoria del joven pastor Spiridon Louis en la prueba de maratón, Jorge y sus hermanos saltaron de las tribunas a la pista del estadio olímpico para correr con el campeón los últimos metros de la carrera.

## Alto Comisionado de Creta

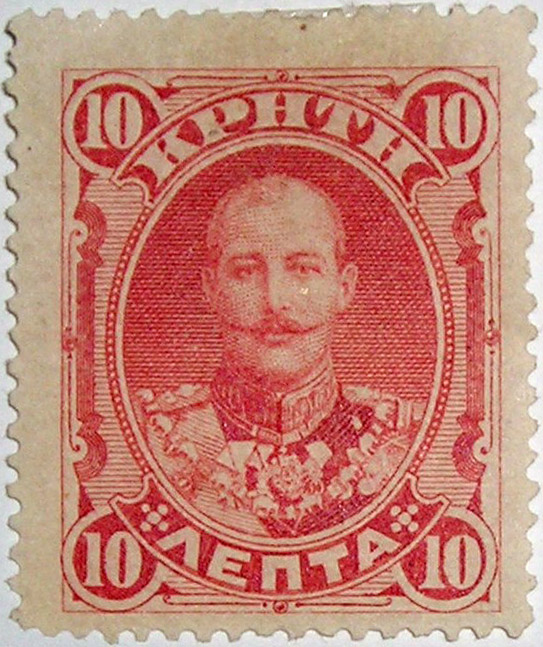
Alto Comisionado de Creta.

En 1897 una rebelión irredentista estalla en Creta, que se hallaba bajo soberanía otomana. En febrero se envía una flota griega a la bahía de Souda, produciéndose el desembarco de 2000 voluntarios griegos. El príncipe Jorge, oficial de la marina helena, comandó una flotilla de torpederos dedicada a patrullar el norte de isla para impedir cualquier tipo de intervención naval otomana. El deseo de Grecia por anexionarse las provincias helenas bajo soberanía turca conduce a la declaración de guerra al Imperio Otomano, iniciándose así la conocida como Guerra de los Treinta Días. Pero Grecia está muy mal preparada para el combate y los turcos aplastan fácilmente a su adversario. Las grandes potencias europeas (Gran Bretaña, Francia, Rusia e Italia) que en un principio se oponían a la posición beligerante de Grecia, equilibraron la balanza impidiendo a los turcos imponer unas condiciones excesivamente duras a los griegos. Las potencias europeas zanjan la situación concediendo a Creta la autonomía bajo protectorado otomano, para ello necesitan un gobernador que cuente con el apoyo de la población cretense y éste será el príncipe Jorge, que es nombrado Alto Comisionado de la isla de Creta. Jorge ejercerá su cargo a partir del 21 de diciembre de 1898. Tras años de ser considerado el nulo de la familia, alcanzar tan grande responsabilidad lo cual será para Jorge de Grecia un gran triunfo personal e histórico para Creta. 
Pese a las apariencias el cargo confiado a Jorge distaba mucho de ser tranquilo. Los cretenses no estaban nada satisfechos con la solución impuesta por las grandes potencias europeas y los motines en la isla se sucedían en el tiempo. Por otro lado las potencias europeas implicadas se comportaban más como conquistadoras que como libertadoras: cada una ocupa su territorio y no se ponen de acuerdo entre ellas. A su vez el príncipe Jorge no se siente respaldado por el gobiertno griego, dolido tanto por su reciente derrota como para comprometerse a fondo con los asuntos cretenses.
En 1901 el mandato del príncipe Jorge en Creta es renovado por diez años más. Para hacer frente a la reinante inestabilidad política de la isla, Jorge decide gobernar de espaldas a la Asamblea Regional. Con esta actuación Jorge se gana la enemistad de Eleutherios Venizelos, líder de los partidarios de la Enosis y ministro de Justicia del gobierno cretense. El enfrentamiento entre Venizelos y Jorge de Grecia no hará más que desestabilizar la precaria la situación de la isla. La mayoría de la opinión pública cretense considera a Jorge una persona conciliadora e imparcial pero una campaña orquestada por Venizelos muestra a la opinión pública internacional un príncipe Jorge arbitrario y alejado de los intereses del pueblo.
En 1905 Venizelos convoca una asamblea revolucionaria ileagal en Theriso, en las colinas próximas a la entonces capital de la isla, La Canea. Al año siguiente las elecciones a la asamblea oficial reflejan la profunda división de la población cretense: el príncipe Jorge recibe el apoyo de 38.127 votos frente a los 33.279 que obtiene Venizelos. Consecuencia directa de la polarización de la asamblea, se declara una rebelión abierta durante la cual la gendarmería insular se mantiene fiel al príncipe Jorge al mismo tiempo que intenta efectuar su trabajo lo más objetivamente posible.
En 1906 la diplomacia británica organiza las negociaciones entre los dos bandos. El 23 de julio el príncipe Jorge dimite como Alto Comisionado y abandona Creta, siendo substituido por el ex primer ministro griego Alexandros Zaimis.
En 1908, pese a los esfuerzos de las grandes potencias europeas, la asamblea cretense declara unilateralmente su anexión a Grecia, pero no será hasta 1913 cuando la isla pase a ser definitivamente parte del reino heleno.

## Vida privada
Tras su marcha de Creta el príncipe Jorge no desempaña ningún otro cargo oficial de importancia. Se retira a París y pasa temporadas en Grecia. 
En 1907 contrae matrimonio con la princesa Marie Bonaparte, heredera de una de las mayores fortunas de Europa. La pareja no fue muy feliz a causa de la homosexualidad de Jorge y el complicado carácter de Marie, mujer de amplísimas inquietudes intelectuales. A pesar de esta anómala situación, la pareja se profesó una profunda y sólida amistad que se prolongaría durante el resto de sus vidas, sobreviviendo a los recíprocos adulterios. 
Hasta 1912 la pareja principesca comparte su tiempo entre Atenas, París y Bernstorff, la residencia del príncipe Valdemar de Dinamarca. Es en estos años cuando nacen sus dos hijos y la pareja se entrega a su papel de padres. Los únicos actos oficiales en los que participa el príncipe Jorge durante estos años son: la organización de los Juegos Panhelénicos y la coronación del rey Jorge V del Reino Unido, en 1911, a la que asiste en representación de su padre el rey Jorge I.

## Los años difíciles
El 8 de abril de 1910, Venizelos se alza con la victoria en las elecciones legislativas griegas, convirtiéndose en primer ministro. Terriblemente herido por lo que considera una nueva traición del rey Jorge I, el príncipe se encierra en largo período de resentimiento y distanciamiento de su padre. 
En 1912 estalla la primera guerra balcánica, que enfrenta a Bulgaria, Serbia, Montenegro y Grecia con el Imperio Otomano. Los turcos son derrotados pero las exigencias búlgaras respecto al reparto de los territorios ganados en la guerra hacen imposible un acuerdo entre los aliados. Esta situación desencadena, en 1913, la segunda guerra balcánica en la que Grecia, Montenegro, Serbia, Rumanía y el propio Imperio Otomano, se enfrentan a Bulgaria. Durante estos acontecimientos el príncipe Jorge es destinado al Estado Mayor de la marina helena y más tarde general y ayuda de campo del rey.
Grecia va saliendo de estos conflictos considerablemente favorecida. La alegría por la visctoria en la Primera Guerra Balcánica se volatilizó el 18 de marzo de 1913, cuando el rey Jorge I muere víctima de un atentado mientras paseaba por las calles de Salónica, ciudad recién anexionada a Grecia. Se inicia así un período marcado por una serie de muertes violentas en el seno de la familia real helena a lo largo del reinado de Constantino I (1868-1923).
En 1914, al iniciarse la Primera Guerra Mundial, Grecia permane neutral. Los príncipes Jorge y Marie residen en Francia, desde donde sostienen de su bolsillo diversos hospitales e instituciones caritativas. En París Jorge ejerce de embajador no oficial de su país y pretende aprovercharse de la amistad (más exactamente relación amorosa) de su esposa con el político francés Aristide Briand para que medie entre Grecia y los países de la Entente.
Mientras tanto en Atenas el rey Constantino I, cuñado del káiser Guillermo II de Alemania (1859-1941) lleva a cabo una política germanófila que conducirá a la ruptura entre el soberano y el ex primer ministro Venizelos, que el 30 de agosto de 1916 crea un gobierno de defensa nacional en Salónica. Como consecuencia Grecia se fragmenta en tres por el Ethnikos Dikhasmos (el Gran Cisma): 
- al sur la zona que depende del gobierno real, con Atenas como capital,
- al norte la zona que depende del gobierno provisional (Tesalia y Epiro), con Salónica como capital, y
- entre ambas zonas una neutra controlada por las fuerzas aliadas de la Entente.

El 12 de junio de 1917, bajo la amenaza de un desembarco de la Entente en el Pireo, Constantino I parte para el exilio sin llegar a abdicar oficialmente. Tras la marcha del rey las cancillerías de la Triple Entente se plantean sentar en el trono griego a Jorge y Marie, por lo visto así lo habían pactado Aristide Briand y Venizelos; pero el resentimiento que el príncipe Jorge sentía por este último desde su etapa cretense, unido a la profunda fidelidad y el cariño que le profesa a su hermano hacen que Jorge ni se plantee aceptar el ofrecimiento en caso de producirse. De este modo es Alejandro (1893-1920), el diádocos, quien será nombrado rey de los helenos con el nombre de Alejandro I el 12 de junio de 1917. 
Un cúmulo de fatalidades conduce a numerosos miembros de la familia real griega al exilio, muchos de ellos encuentran amparo en la residencia parisina de Jorge y Marie. En 1918 son asesinados por los bolcheviques el zar Nicolás II (primo hermano de Jorge) y su familia. En 1919 los cuñados de Jorge, los grandes duques Pablo Alexandrovitch y Jorge Mikhailovitch de Rusia son ejecutados por los hombres de Lenin. En 1920 el joven rey Alejandro I muere de septicemia como consecuencia de la mordedura de un mono.

## El doctor Freud entra en sus vidas
En 1925, la princesa Marie conoce a Sigmund Freud y se va a Viena para ser psicoanalizada por él. El príncipe Jorge, profundamente conservador, intenta disuadirla de ello pero la testaruda Marie Bonaparte se marcha a Austria de todos modos. Es el inicio de una fecunda amistad que hará de Marie una de las pioneras del psicoanálisis. Con el paso de los años Jorge y Freud darán prueba de un mutuo respeto, lo que no quiere decir que el príncipe abrace las ideas psicoanalístas de su esposa, de las que prefiere mantenerse al margen.
En 1936 el príncipe Jorge y su familia vuelven a Grecia tras dieciséis años de exilio. Son recibidos calurosamente por el pueblo, hecho que tranquiliza al príncipe que se siente reconciliado con su pueblo. Dos años más tarde Jorge y Marie vuelven de nuevo a Grecia llegando incluso a visitar Creta (Jorge no había vuelto desde 1906) donde es recibido con una triunfal y emotiva recepción.
De nuevo las alegrías duran poco. A su vuelta de Creta Jorge tiene un enfrentamiento con su hijo, el príncipe Pedro, que, contra la opinión paterna, mantiene una relación con una plebeya divorciada con la que contraerá matrimonio morganático en 1939.
Pero 1939 será el año más triste en la vida de Jorge: fallece su tío el príncipe Valdemar de Dinamarca, el amor de su vida. La muerte de Valdemar sume a Jorge en una depresión marcada por su mal humor. 
Desde París Jorge y Marie asisten impotentes al ascenso del nazismo en Alemania y las persecuciones de los judíos. Cuando se produce la anexión de Austria al III Reich la princesa Marie hace todo lo posible para salvar de las garras nazis al doctor Freud y su familia. Gracias a su fortuna y sus contactos, Marie les consigue unos pasaportes diplomáticos con los que logran llegar a Londres, donde el 23 de septiembre de 1939 fallece Sigmund Freud a los pocos meses de su llegada.
Al estallar la Segunda Guerra Mundial, los príncipes deciden permanecer en París, haciendo donación de varias ambulancias a la Cruz Roja. Sin embargo, la capitulación de Francia frente a la Alemania hitleriana les hace huir a Grecia – en febrero de 1941 - para permanecer junto a la familia real. Cuando Grecia es invadida por las tropas nazis Jorge, Marie y su hija la princesa Eugenia parten para el exilio con el resto de la familia real. Primero huyen a Creta, más tarde a Egipto y por último residen en Sudáfrica; desde donde viajan a Brasil y luego paran en Argentina por un tiempo. En octubre de 1944 Jorge y Marie regesan a Europa porque el príncipe tiene que ser operado en Londres de un cáncer de laringe.
En 1945 el príncipe y su esposa regresan a París, pero nada más llegar al continente Jorge siente la necesidad imperiosa de ir a Dinamarca para reencontrarse con el recuerdo de su amado Valdemar. Ese mismo año los príncipes pasan varios meses en Canadá y los Estados Unidos donde la princesa Marie, reconocida psicoanalista, realiza una serie de conferencias.

## Últimos años
Durante los diez últimos años de su vida el príncipe Jorge realiza una serie de viajes oficiales por Europa como representante de su sobrino el rey de Grecia en diversas ceremonias oficiales. Asiste a los funerales de su primo el rey Cristián X de Dinamarca (1840-1947), a la coronación de la reina Juliana I de los Países Bajos (1909-2004), al matrimonio de su sobrino el príncipe Felipe de Grecia, duque de Edimburgo (1921-2021) con la futura reina Isabel II del Reino Unido (1926-2022) y a la coronación de esta misma. A partir de 1948 los príncipes Jorge y Marie deciden pasar los inviernos en Grecia. Efectúan una nueva visita a Creta en 1954.
El 21 de febrero de 1957, Jorge y Marie celebran sus bodas de oro rodeados de toda la familia real griega y numerosos amigos. En las fotos de las celebraciones podemos ver un decrépito y enfermo príncipe Jorge, que fallecería tan solo cuatro días más tarde de hematuria, tras una larga agonía. Jorge era el príncipe más veterano de su generación y su dinastía. El 4 de diciembre de 1957 su cuerpo fue trasladado al cementerio real de Tatoi, en Grecia.